# Daniël Noteboom
Daniël Noteboom (Noordwijk, 26 febbraio 1910 – Londra, 12 gennaio 1932) è stato uno scacchista olandese.
|   | a | b | c | d | e | f | g | h |   |
| 8 | a8 torre del nero · b8 cavallo del nero · c8 alfiere del nero · d8 donna del nero · e8 re del nero · g8 cavallo del nero · h8 torre del nero · a7 pedone del nero · f7 pedone del nero · g7 pedone del nero · h7 pedone del nero · c6 pedone del nero · e6 pedone del nero · b5 pedone del nero · a4 pedone del bianco · b4 alfiere del nero · c4 pedone del nero · d4 pedone del bianco · c3 cavallo del bianco · e3 pedone del bianco · f3 cavallo del bianco · b2 pedone del bianco · f2 pedone del bianco · g2 pedone del bianco · h2 pedone del bianco · a1 torre del bianco · c1 alfiere del bianco · d1 donna del bianco · e1 re del bianco · f1 alfiere del bianco · h1 torre del bianco | a8 torre del nero · b8 cavallo del nero · c8 alfiere del nero · d8 donna del nero · e8 re del nero · g8 cavallo del nero · h8 torre del nero · a7 pedone del nero · f7 pedone del nero · g7 pedone del nero · h7 pedone del nero · c6 pedone del nero · e6 pedone del nero · b5 pedone del nero · a4 pedone del bianco · b4 alfiere del nero · c4 pedone del nero · d4 pedone del bianco · c3 cavallo del bianco · e3 pedone del bianco · f3 cavallo del bianco · b2 pedone del bianco · f2 pedone del bianco · g2 pedone del bianco · h2 pedone del bianco · a1 torre del bianco · c1 alfiere del bianco · d1 donna del bianco · e1 re del bianco · f1 alfiere del bianco · h1 torre del bianco | a8 torre del nero · b8 cavallo del nero · c8 alfiere del nero · d8 donna del nero · e8 re del nero · g8 cavallo del nero · h8 torre del nero · a7 pedone del nero · f7 pedone del nero · g7 pedone del nero · h7 pedone del nero · c6 pedone del nero · e6 pedone del nero · b5 pedone del nero · a4 pedone del bianco · b4 alfiere del nero · c4 pedone del nero · d4 pedone del bianco · c3 cavallo del bianco · e3 pedone del bianco · f3 cavallo del bianco · b2 pedone del bianco · f2 pedone del bianco · g2 pedone del bianco · h2 pedone del bianco · a1 torre del bianco · c1 alfiere del bianco · d1 donna del bianco · e1 re del bianco · f1 alfiere del bianco · h1 torre del bianco | a8 torre del nero · b8 cavallo del nero · c8 alfiere del nero · d8 donna del nero · e8 re del nero · g8 cavallo del nero · h8 torre del nero · a7 pedone del nero · f7 pedone del nero · g7 pedone del nero · h7 pedone del nero · c6 pedone del nero · e6 pedone del nero · b5 pedone del nero · a4 pedone del bianco · b4 alfiere del nero · c4 pedone del nero · d4 pedone del bianco · c3 cavallo del bianco · e3 pedone del bianco · f3 cavallo del bianco · b2 pedone del bianco · f2 pedone del bianco · g2 pedone del bianco · h2 pedone del bianco · a1 torre del bianco · c1 alfiere del bianco · d1 donna del bianco · e1 re del bianco · f1 alfiere del bianco · h1 torre del bianco | a8 torre del nero · b8 cavallo del nero · c8 alfiere del nero · d8 donna del nero · e8 re del nero · g8 cavallo del nero · h8 torre del nero · a7 pedone del nero · f7 pedone del nero · g7 pedone del nero · h7 pedone del nero · c6 pedone del nero · e6 pedone del nero · b5 pedone del nero · a4 pedone del bianco · b4 alfiere del nero · c4 pedone del nero · d4 pedone del bianco · c3 cavallo del bianco · e3 pedone del bianco · f3 cavallo del bianco · b2 pedone del bianco · f2 pedone del bianco · g2 pedone del bianco · h2 pedone del bianco · a1 torre del bianco · c1 alfiere del bianco · d1 donna del bianco · e1 re del bianco · f1 alfiere del bianco · h1 torre del bianco | a8 torre del nero · b8 cavallo del nero · c8 alfiere del nero · d8 donna del nero · e8 re del nero · g8 cavallo del nero · h8 torre del nero · a7 pedone del nero · f7 pedone del nero · g7 pedone del nero · h7 pedone del nero · c6 pedone del nero · e6 pedone del nero · b5 pedone del nero · a4 pedone del bianco · b4 alfiere del nero · c4 pedone del nero · d4 pedone del bianco · c3 cavallo del bianco · e3 pedone del bianco · f3 cavallo del bianco · b2 pedone del bianco · f2 pedone del bianco · g2 pedone del bianco · h2 pedone del bianco · a1 torre del bianco · c1 alfiere del bianco · d1 donna del bianco · e1 re del bianco · f1 alfiere del bianco · h1 torre del bianco | a8 torre del nero · b8 cavallo del nero · c8 alfiere del nero · d8 donna del nero · e8 re del nero · g8 cavallo del nero · h8 torre del nero · a7 pedone del nero · f7 pedone del nero · g7 pedone del nero · h7 pedone del nero · c6 pedone del nero · e6 pedone del nero · b5 pedone del nero · a4 pedone del bianco · b4 alfiere del nero · c4 pedone del nero · d4 pedone del bianco · c3 cavallo del bianco · e3 pedone del bianco · f3 cavallo del bianco · b2 pedone del bianco · f2 pedone del bianco · g2 pedone del bianco · h2 pedone del bianco · a1 torre del bianco · c1 alfiere del bianco · d1 donna del bianco · e1 re del bianco · f1 alfiere del bianco · h1 torre del bianco | a8 torre del nero · b8 cavallo del nero · c8 alfiere del nero · d8 donna del nero · e8 re del nero · g8 cavallo del nero · h8 torre del nero · a7 pedone del nero · f7 pedone del nero · g7 pedone del nero · h7 pedone del nero · c6 pedone del nero · e6 pedone del nero · b5 pedone del nero · a4 pedone del bianco · b4 alfiere del nero · c4 pedone del nero · d4 pedone del bianco · c3 cavallo del bianco · e3 pedone del bianco · f3 cavallo del bianco · b2 pedone del bianco · f2 pedone del bianco · g2 pedone del bianco · h2 pedone del bianco · a1 torre del bianco · c1 alfiere del bianco · d1 donna del bianco · e1 re del bianco · f1 alfiere del bianco · h1 torre del bianco | 8 |
| 7 | a8 torre del nero · b8 cavallo del nero · c8 alfiere del nero · d8 donna del nero · e8 re del nero · g8 cavallo del nero · h8 torre del nero · a7 pedone del nero · f7 pedone del nero · g7 pedone del nero · h7 pedone del nero · c6 pedone del nero · e6 pedone del nero · b5 pedone del nero · a4 pedone del bianco · b4 alfiere del nero · c4 pedone del nero · d4 pedone del bianco · c3 cavallo del bianco · e3 pedone del bianco · f3 cavallo del bianco · b2 pedone del bianco · f2 pedone del bianco · g2 pedone del bianco · h2 pedone del bianco · a1 torre del bianco · c1 alfiere del bianco · d1 donna del bianco · e1 re del bianco · f1 alfiere del bianco · h1 torre del bianco | a8 torre del nero · b8 cavallo del nero · c8 alfiere del nero · d8 donna del nero · e8 re del nero · g8 cavallo del nero · h8 torre del nero · a7 pedone del nero · f7 pedone del nero · g7 pedone del nero · h7 pedone del nero · c6 pedone del nero · e6 pedone del nero · b5 pedone del nero · a4 pedone del bianco · b4 alfiere del nero · c4 pedone del nero · d4 pedone del bianco · c3 cavallo del bianco · e3 pedone del bianco · f3 cavallo del bianco · b2 pedone del bianco · f2 pedone del bianco · g2 pedone del bianco · h2 pedone del bianco · a1 torre del bianco · c1 alfiere del bianco · d1 donna del bianco · e1 re del bianco · f1 alfiere del bianco · h1 torre del bianco | a8 torre del nero · b8 cavallo del nero · c8 alfiere del nero · d8 donna del nero · e8 re del nero · g8 cavallo del nero · h8 torre del nero · a7 pedone del nero · f7 pedone del nero · g7 pedone del nero · h7 pedone del nero · c6 pedone del nero · e6 pedone del nero · b5 pedone del nero · a4 pedone del bianco · b4 alfiere del nero · c4 pedone del nero · d4 pedone del bianco · c3 cavallo del bianco · e3 pedone del bianco · f3 cavallo del bianco · b2 pedone del bianco · f2 pedone del bianco · g2 pedone del bianco · h2 pedone del bianco · a1 torre del bianco · c1 alfiere del bianco · d1 donna del bianco · e1 re del bianco · f1 alfiere del bianco · h1 torre del bianco | a8 torre del nero · b8 cavallo del nero · c8 alfiere del nero · d8 donna del nero · e8 re del nero · g8 cavallo del nero · h8 torre del nero · a7 pedone del nero · f7 pedone del nero · g7 pedone del nero · h7 pedone del nero · c6 pedone del nero · e6 pedone del nero · b5 pedone del nero · a4 pedone del bianco · b4 alfiere del nero · c4 pedone del nero · d4 pedone del bianco · c3 cavallo del bianco · e3 pedone del bianco · f3 cavallo del bianco · b2 pedone del bianco · f2 pedone del bianco · g2 pedone del bianco · h2 pedone del bianco · a1 torre del bianco · c1 alfiere del bianco · d1 donna del bianco · e1 re del bianco · f1 alfiere del bianco · h1 torre del bianco | a8 torre del nero · b8 cavallo del nero · c8 alfiere del nero · d8 donna del nero · e8 re del nero · g8 cavallo del nero · h8 torre del nero · a7 pedone del nero · f7 pedone del nero · g7 pedone del nero · h7 pedone del nero · c6 pedone del nero · e6 pedone del nero · b5 pedone del nero · a4 pedone del bianco · b4 alfiere del nero · c4 pedone del nero · d4 pedone del bianco · c3 cavallo del bianco · e3 pedone del bianco · f3 cavallo del bianco · b2 pedone del bianco · f2 pedone del bianco · g2 pedone del bianco · h2 pedone del bianco · a1 torre del bianco · c1 alfiere del bianco · d1 donna del bianco · e1 re del bianco · f1 alfiere del bianco · h1 torre del bianco | a8 torre del nero · b8 cavallo del nero · c8 alfiere del nero · d8 donna del nero · e8 re del nero · g8 cavallo del nero · h8 torre del nero · a7 pedone del nero · f7 pedone del nero · g7 pedone del nero · h7 pedone del nero · c6 pedone del nero · e6 pedone del nero · b5 pedone del nero · a4 pedone del bianco · b4 alfiere del nero · c4 pedone del nero · d4 pedone del bianco · c3 cavallo del bianco · e3 pedone del bianco · f3 cavallo del bianco · b2 pedone del bianco · f2 pedone del bianco · g2 pedone del bianco · h2 pedone del bianco · a1 torre del bianco · c1 alfiere del bianco · d1 donna del bianco · e1 re del bianco · f1 alfiere del bianco · h1 torre del bianco | a8 torre del nero · b8 cavallo del nero · c8 alfiere del nero · d8 donna del nero · e8 re del nero · g8 cavallo del nero · h8 torre del nero · a7 pedone del nero · f7 pedone del nero · g7 pedone del nero · h7 pedone del nero · c6 pedone del nero · e6 pedone del nero · b5 pedone del nero · a4 pedone del bianco · b4 alfiere del nero · c4 pedone del nero · d4 pedone del bianco · c3 cavallo del bianco · e3 pedone del bianco · f3 cavallo del bianco · b2 pedone del bianco · f2 pedone del bianco · g2 pedone del bianco · h2 pedone del bianco · a1 torre del bianco · c1 alfiere del bianco · d1 donna del bianco · e1 re del bianco · f1 alfiere del bianco · h1 torre del bianco | a8 torre del nero · b8 cavallo del nero · c8 alfiere del nero · d8 donna del nero · e8 re del nero · g8 cavallo del nero · h8 torre del nero · a7 pedone del nero · f7 pedone del nero · g7 pedone del nero · h7 pedone del nero · c6 pedone del nero · e6 pedone del nero · b5 pedone del nero · a4 pedone del bianco · b4 alfiere del nero · c4 pedone del nero · d4 pedone del bianco · c3 cavallo del bianco · e3 pedone del bianco · f3 cavallo del bianco · b2 pedone del bianco · f2 pedone del bianco · g2 pedone del bianco · h2 pedone del bianco · a1 torre del bianco · c1 alfiere del bianco · d1 donna del bianco · e1 re del bianco · f1 alfiere del bianco · h1 torre del bianco | 7 |
| 6 | a8 torre del nero · b8 cavallo del nero · c8 alfiere del nero · d8 donna del nero · e8 re del nero · g8 cavallo del nero · h8 torre del nero · a7 pedone del nero · f7 pedone del nero · g7 pedone del nero · h7 pedone del nero · c6 pedone del nero · e6 pedone del nero · b5 pedone del nero · a4 pedone del bianco · b4 alfiere del nero · c4 pedone del nero · d4 pedone del bianco · c3 cavallo del bianco · e3 pedone del bianco · f3 cavallo del bianco · b2 pedone del bianco · f2 pedone del bianco · g2 pedone del bianco · h2 pedone del bianco · a1 torre del bianco · c1 alfiere del bianco · d1 donna del bianco · e1 re del bianco · f1 alfiere del bianco · h1 torre del bianco | a8 torre del nero · b8 cavallo del nero · c8 alfiere del nero · d8 donna del nero · e8 re del nero · g8 cavallo del nero · h8 torre del nero · a7 pedone del nero · f7 pedone del nero · g7 pedone del nero · h7 pedone del nero · c6 pedone del nero · e6 pedone del nero · b5 pedone del nero · a4 pedone del bianco · b4 alfiere del nero · c4 pedone del nero · d4 pedone del bianco · c3 cavallo del bianco · e3 pedone del bianco · f3 cavallo del bianco · b2 pedone del bianco · f2 pedone del bianco · g2 pedone del bianco · h2 pedone del bianco · a1 torre del bianco · c1 alfiere del bianco · d1 donna del bianco · e1 re del bianco · f1 alfiere del bianco · h1 torre del bianco | a8 torre del nero · b8 cavallo del nero · c8 alfiere del nero · d8 donna del nero · e8 re del nero · g8 cavallo del nero · h8 torre del nero · a7 pedone del nero · f7 pedone del nero · g7 pedone del nero · h7 pedone del nero · c6 pedone del nero · e6 pedone del nero · b5 pedone del nero · a4 pedone del bianco · b4 alfiere del nero · c4 pedone del nero · d4 pedone del bianco · c3 cavallo del bianco · e3 pedone del bianco · f3 cavallo del bianco · b2 pedone del bianco · f2 pedone del bianco · g2 pedone del bianco · h2 pedone del bianco · a1 torre del bianco · c1 alfiere del bianco · d1 donna del bianco · e1 re del bianco · f1 alfiere del bianco · h1 torre del bianco | a8 torre del nero · b8 cavallo del nero · c8 alfiere del nero · d8 donna del nero · e8 re del nero · g8 cavallo del nero · h8 torre del nero · a7 pedone del nero · f7 pedone del nero · g7 pedone del nero · h7 pedone del nero · c6 pedone del nero · e6 pedone del nero · b5 pedone del nero · a4 pedone del bianco · b4 alfiere del nero · c4 pedone del nero · d4 pedone del bianco · c3 cavallo del bianco · e3 pedone del bianco · f3 cavallo del bianco · b2 pedone del bianco · f2 pedone del bianco · g2 pedone del bianco · h2 pedone del bianco · a1 torre del bianco · c1 alfiere del bianco · d1 donna del bianco · e1 re del bianco · f1 alfiere del bianco · h1 torre del bianco | a8 torre del nero · b8 cavallo del nero · c8 alfiere del nero · d8 donna del nero · e8 re del nero · g8 cavallo del nero · h8 torre del nero · a7 pedone del nero · f7 pedone del nero · g7 pedone del nero · h7 pedone del nero · c6 pedone del nero · e6 pedone del nero · b5 pedone del nero · a4 pedone del bianco · b4 alfiere del nero · c4 pedone del nero · d4 pedone del bianco · c3 cavallo del bianco · e3 pedone del bianco · f3 cavallo del bianco · b2 pedone del bianco · f2 pedone del bianco · g2 pedone del bianco · h2 pedone del bianco · a1 torre del bianco · c1 alfiere del bianco · d1 donna del bianco · e1 re del bianco · f1 alfiere del bianco · h1 torre del bianco | a8 torre del nero · b8 cavallo del nero · c8 alfiere del nero · d8 donna del nero · e8 re del nero · g8 cavallo del nero · h8 torre del nero · a7 pedone del nero · f7 pedone del nero · g7 pedone del nero · h7 pedone del nero · c6 pedone del nero · e6 pedone del nero · b5 pedone del nero · a4 pedone del bianco · b4 alfiere del nero · c4 pedone del nero · d4 pedone del bianco · c3 cavallo del bianco · e3 pedone del bianco · f3 cavallo del bianco · b2 pedone del bianco · f2 pedone del bianco · g2 pedone del bianco · h2 pedone del bianco · a1 torre del bianco · c1 alfiere del bianco · d1 donna del bianco · e1 re del bianco · f1 alfiere del bianco · h1 torre del bianco | a8 torre del nero · b8 cavallo del nero · c8 alfiere del nero · d8 donna del nero · e8 re del nero · g8 cavallo del nero · h8 torre del nero · a7 pedone del nero · f7 pedone del nero · g7 pedone del nero · h7 pedone del nero · c6 pedone del nero · e6 pedone del nero · b5 pedone del nero · a4 pedone del bianco · b4 alfiere del nero · c4 pedone del nero · d4 pedone del bianco · c3 cavallo del bianco · e3 pedone del bianco · f3 cavallo del bianco · b2 pedone del bianco · f2 pedone del bianco · g2 pedone del bianco · h2 pedone del bianco · a1 torre del bianco · c1 alfiere del bianco · d1 donna del bianco · e1 re del bianco · f1 alfiere del bianco · h1 torre del bianco | a8 torre del nero · b8 cavallo del nero · c8 alfiere del nero · d8 donna del nero · e8 re del nero · g8 cavallo del nero · h8 torre del nero · a7 pedone del nero · f7 pedone del nero · g7 pedone del nero · h7 pedone del nero · c6 pedone del nero · e6 pedone del nero · b5 pedone del nero · a4 pedone del bianco · b4 alfiere del nero · c4 pedone del nero · d4 pedone del bianco · c3 cavallo del bianco · e3 pedone del bianco · f3 cavallo del bianco · b2 pedone del bianco · f2 pedone del bianco · g2 pedone del bianco · h2 pedone del bianco · a1 torre del bianco · c1 alfiere del bianco · d1 donna del bianco · e1 re del bianco · f1 alfiere del bianco · h1 torre del bianco | 6 |
| 5 | a8 torre del nero · b8 cavallo del nero · c8 alfiere del nero · d8 donna del nero · e8 re del nero · g8 cavallo del nero · h8 torre del nero · a7 pedone del nero · f7 pedone del nero · g7 pedone del nero · h7 pedone del nero · c6 pedone del nero · e6 pedone del nero · b5 pedone del nero · a4 pedone del bianco · b4 alfiere del nero · c4 pedone del nero · d4 pedone del bianco · c3 cavallo del bianco · e3 pedone del bianco · f3 cavallo del bianco · b2 pedone del bianco · f2 pedone del bianco · g2 pedone del bianco · h2 pedone del bianco · a1 torre del bianco · c1 alfiere del bianco · d1 donna del bianco · e1 re del bianco · f1 alfiere del bianco · h1 torre del bianco | a8 torre del nero · b8 cavallo del nero · c8 alfiere del nero · d8 donna del nero · e8 re del nero · g8 cavallo del nero · h8 torre del nero · a7 pedone del nero · f7 pedone del nero · g7 pedone del nero · h7 pedone del nero · c6 pedone del nero · e6 pedone del nero · b5 pedone del nero · a4 pedone del bianco · b4 alfiere del nero · c4 pedone del nero · d4 pedone del bianco · c3 cavallo del bianco · e3 pedone del bianco · f3 cavallo del bianco · b2 pedone del bianco · f2 pedone del bianco · g2 pedone del bianco · h2 pedone del bianco · a1 torre del bianco · c1 alfiere del bianco · d1 donna del bianco · e1 re del bianco · f1 alfiere del bianco · h1 torre del bianco | a8 torre del nero · b8 cavallo del nero · c8 alfiere del nero · d8 donna del nero · e8 re del nero · g8 cavallo del nero · h8 torre del nero · a7 pedone del nero · f7 pedone del nero · g7 pedone del nero · h7 pedone del nero · c6 pedone del nero · e6 pedone del nero · b5 pedone del nero · a4 pedone del bianco · b4 alfiere del nero · c4 pedone del nero · d4 pedone del bianco · c3 cavallo del bianco · e3 pedone del bianco · f3 cavallo del bianco · b2 pedone del bianco · f2 pedone del bianco · g2 pedone del bianco · h2 pedone del bianco · a1 torre del bianco · c1 alfiere del bianco · d1 donna del bianco · e1 re del bianco · f1 alfiere del bianco · h1 torre del bianco | a8 torre del nero · b8 cavallo del nero · c8 alfiere del nero · d8 donna del nero · e8 re del nero · g8 cavallo del nero · h8 torre del nero · a7 pedone del nero · f7 pedone del nero · g7 pedone del nero · h7 pedone del nero · c6 pedone del nero · e6 pedone del nero · b5 pedone del nero · a4 pedone del bianco · b4 alfiere del nero · c4 pedone del nero · d4 pedone del bianco · c3 cavallo del bianco · e3 pedone del bianco · f3 cavallo del bianco · b2 pedone del bianco · f2 pedone del bianco · g2 pedone del bianco · h2 pedone del bianco · a1 torre del bianco · c1 alfiere del bianco · d1 donna del bianco · e1 re del bianco · f1 alfiere del bianco · h1 torre del bianco | a8 torre del nero · b8 cavallo del nero · c8 alfiere del nero · d8 donna del nero · e8 re del nero · g8 cavallo del nero · h8 torre del nero · a7 pedone del nero · f7 pedone del nero · g7 pedone del nero · h7 pedone del nero · c6 pedone del nero · e6 pedone del nero · b5 pedone del nero · a4 pedone del bianco · b4 alfiere del nero · c4 pedone del nero · d4 pedone del bianco · c3 cavallo del bianco · e3 pedone del bianco · f3 cavallo del bianco · b2 pedone del bianco · f2 pedone del bianco · g2 pedone del bianco · h2 pedone del bianco · a1 torre del bianco · c1 alfiere del bianco · d1 donna del bianco · e1 re del bianco · f1 alfiere del bianco · h1 torre del bianco | a8 torre del nero · b8 cavallo del nero · c8 alfiere del nero · d8 donna del nero · e8 re del nero · g8 cavallo del nero · h8 torre del nero · a7 pedone del nero · f7 pedone del nero · g7 pedone del nero · h7 pedone del nero · c6 pedone del nero · e6 pedone del nero · b5 pedone del nero · a4 pedone del bianco · b4 alfiere del nero · c4 pedone del nero · d4 pedone del bianco · c3 cavallo del bianco · e3 pedone del bianco · f3 cavallo del bianco · b2 pedone del bianco · f2 pedone del bianco · g2 pedone del bianco · h2 pedone del bianco · a1 torre del bianco · c1 alfiere del bianco · d1 donna del bianco · e1 re del bianco · f1 alfiere del bianco · h1 torre del bianco | a8 torre del nero · b8 cavallo del nero · c8 alfiere del nero · d8 donna del nero · e8 re del nero · g8 cavallo del nero · h8 torre del nero · a7 pedone del nero · f7 pedone del nero · g7 pedone del nero · h7 pedone del nero · c6 pedone del nero · e6 pedone del nero · b5 pedone del nero · a4 pedone del bianco · b4 alfiere del nero · c4 pedone del nero · d4 pedone del bianco · c3 cavallo del bianco · e3 pedone del bianco · f3 cavallo del bianco · b2 pedone del bianco · f2 pedone del bianco · g2 pedone del bianco · h2 pedone del bianco · a1 torre del bianco · c1 alfiere del bianco · d1 donna del bianco · e1 re del bianco · f1 alfiere del bianco · h1 torre del bianco | a8 torre del nero · b8 cavallo del nero · c8 alfiere del nero · d8 donna del nero · e8 re del nero · g8 cavallo del nero · h8 torre del nero · a7 pedone del nero · f7 pedone del nero · g7 pedone del nero · h7 pedone del nero · c6 pedone del nero · e6 pedone del nero · b5 pedone del nero · a4 pedone del bianco · b4 alfiere del nero · c4 pedone del nero · d4 pedone del bianco · c3 cavallo del bianco · e3 pedone del bianco · f3 cavallo del bianco · b2 pedone del bianco · f2 pedone del bianco · g2 pedone del bianco · h2 pedone del bianco · a1 torre del bianco · c1 alfiere del bianco · d1 donna del bianco · e1 re del bianco · f1 alfiere del bianco · h1 torre del bianco | 5 |
| 4 | a8 torre del nero · b8 cavallo del nero · c8 alfiere del nero · d8 donna del nero · e8 re del nero · g8 cavallo del nero · h8 torre del nero · a7 pedone del nero · f7 pedone del nero · g7 pedone del nero · h7 pedone del nero · c6 pedone del nero · e6 pedone del nero · b5 pedone del nero · a4 pedone del bianco · b4 alfiere del nero · c4 pedone del nero · d4 pedone del bianco · c3 cavallo del bianco · e3 pedone del bianco · f3 cavallo del bianco · b2 pedone del bianco · f2 pedone del bianco · g2 pedone del bianco · h2 pedone del bianco · a1 torre del bianco · c1 alfiere del bianco · d1 donna del bianco · e1 re del bianco · f1 alfiere del bianco · h1 torre del bianco | a8 torre del nero · b8 cavallo del nero · c8 alfiere del nero · d8 donna del nero · e8 re del nero · g8 cavallo del nero · h8 torre del nero · a7 pedone del nero · f7 pedone del nero · g7 pedone del nero · h7 pedone del nero · c6 pedone del nero · e6 pedone del nero · b5 pedone del nero · a4 pedone del bianco · b4 alfiere del nero · c4 pedone del nero · d4 pedone del bianco · c3 cavallo del bianco · e3 pedone del bianco · f3 cavallo del bianco · b2 pedone del bianco · f2 pedone del bianco · g2 pedone del bianco · h2 pedone del bianco · a1 torre del bianco · c1 alfiere del bianco · d1 donna del bianco · e1 re del bianco · f1 alfiere del bianco · h1 torre del bianco | a8 torre del nero · b8 cavallo del nero · c8 alfiere del nero · d8 donna del nero · e8 re del nero · g8 cavallo del nero · h8 torre del nero · a7 pedone del nero · f7 pedone del nero · g7 pedone del nero · h7 pedone del nero · c6 pedone del nero · e6 pedone del nero · b5 pedone del nero · a4 pedone del bianco · b4 alfiere del nero · c4 pedone del nero · d4 pedone del bianco · c3 cavallo del bianco · e3 pedone del bianco · f3 cavallo del bianco · b2 pedone del bianco · f2 pedone del bianco · g2 pedone del bianco · h2 pedone del bianco · a1 torre del bianco · c1 alfiere del bianco · d1 donna del bianco · e1 re del bianco · f1 alfiere del bianco · h1 torre del bianco | a8 torre del nero · b8 cavallo del nero · c8 alfiere del nero · d8 donna del nero · e8 re del nero · g8 cavallo del nero · h8 torre del nero · a7 pedone del nero · f7 pedone del nero · g7 pedone del nero · h7 pedone del nero · c6 pedone del nero · e6 pedone del nero · b5 pedone del nero · a4 pedone del bianco · b4 alfiere del nero · c4 pedone del nero · d4 pedone del bianco · c3 cavallo del bianco · e3 pedone del bianco · f3 cavallo del bianco · b2 pedone del bianco · f2 pedone del bianco · g2 pedone del bianco · h2 pedone del bianco · a1 torre del bianco · c1 alfiere del bianco · d1 donna del bianco · e1 re del bianco · f1 alfiere del bianco · h1 torre del bianco | a8 torre del nero · b8 cavallo del nero · c8 alfiere del nero · d8 donna del nero · e8 re del nero · g8 cavallo del nero · h8 torre del nero · a7 pedone del nero · f7 pedone del nero · g7 pedone del nero · h7 pedone del nero · c6 pedone del nero · e6 pedone del nero · b5 pedone del nero · a4 pedone del bianco · b4 alfiere del nero · c4 pedone del nero · d4 pedone del bianco · c3 cavallo del bianco · e3 pedone del bianco · f3 cavallo del bianco · b2 pedone del bianco · f2 pedone del bianco · g2 pedone del bianco · h2 pedone del bianco · a1 torre del bianco · c1 alfiere del bianco · d1 donna del bianco · e1 re del bianco · f1 alfiere del bianco · h1 torre del bianco | a8 torre del nero · b8 cavallo del nero · c8 alfiere del nero · d8 donna del nero · e8 re del nero · g8 cavallo del nero · h8 torre del nero · a7 pedone del nero · f7 pedone del nero · g7 pedone del nero · h7 pedone del nero · c6 pedone del nero · e6 pedone del nero · b5 pedone del nero · a4 pedone del bianco · b4 alfiere del nero · c4 pedone del nero · d4 pedone del bianco · c3 cavallo del bianco · e3 pedone del bianco · f3 cavallo del bianco · b2 pedone del bianco · f2 pedone del bianco · g2 pedone del bianco · h2 pedone del bianco · a1 torre del bianco · c1 alfiere del bianco · d1 donna del bianco · e1 re del bianco · f1 alfiere del bianco · h1 torre del bianco | a8 torre del nero · b8 cavallo del nero · c8 alfiere del nero · d8 donna del nero · e8 re del nero · g8 cavallo del nero · h8 torre del nero · a7 pedone del nero · f7 pedone del nero · g7 pedone del nero · h7 pedone del nero · c6 pedone del nero · e6 pedone del nero · b5 pedone del nero · a4 pedone del bianco · b4 alfiere del nero · c4 pedone del nero · d4 pedone del bianco · c3 cavallo del bianco · e3 pedone del bianco · f3 cavallo del bianco · b2 pedone del bianco · f2 pedone del bianco · g2 pedone del bianco · h2 pedone del bianco · a1 torre del bianco · c1 alfiere del bianco · d1 donna del bianco · e1 re del bianco · f1 alfiere del bianco · h1 torre del bianco | a8 torre del nero · b8 cavallo del nero · c8 alfiere del nero · d8 donna del nero · e8 re del nero · g8 cavallo del nero · h8 torre del nero · a7 pedone del nero · f7 pedone del nero · g7 pedone del nero · h7 pedone del nero · c6 pedone del nero · e6 pedone del nero · b5 pedone del nero · a4 pedone del bianco · b4 alfiere del nero · c4 pedone del nero · d4 pedone del bianco · c3 cavallo del bianco · e3 pedone del bianco · f3 cavallo del bianco · b2 pedone del bianco · f2 pedone del bianco · g2 pedone del bianco · h2 pedone del bianco · a1 torre del bianco · c1 alfiere del bianco · d1 donna del bianco · e1 re del bianco · f1 alfiere del bianco · h1 torre del bianco | 4 |
| 3 | a8 torre del nero · b8 cavallo del nero · c8 alfiere del nero · d8 donna del nero · e8 re del nero · g8 cavallo del nero · h8 torre del nero · a7 pedone del nero · f7 pedone del nero · g7 pedone del nero · h7 pedone del nero · c6 pedone del nero · e6 pedone del nero · b5 pedone del nero · a4 pedone del bianco · b4 alfiere del nero · c4 pedone del nero · d4 pedone del bianco · c3 cavallo del bianco · e3 pedone del bianco · f3 cavallo del bianco · b2 pedone del bianco · f2 pedone del bianco · g2 pedone del bianco · h2 pedone del bianco · a1 torre del bianco · c1 alfiere del bianco · d1 donna del bianco · e1 re del bianco · f1 alfiere del bianco · h1 torre del bianco | a8 torre del nero · b8 cavallo del nero · c8 alfiere del nero · d8 donna del nero · e8 re del nero · g8 cavallo del nero · h8 torre del nero · a7 pedone del nero · f7 pedone del nero · g7 pedone del nero · h7 pedone del nero · c6 pedone del nero · e6 pedone del nero · b5 pedone del nero · a4 pedone del bianco · b4 alfiere del nero · c4 pedone del nero · d4 pedone del bianco · c3 cavallo del bianco · e3 pedone del bianco · f3 cavallo del bianco · b2 pedone del bianco · f2 pedone del bianco · g2 pedone del bianco · h2 pedone del bianco · a1 torre del bianco · c1 alfiere del bianco · d1 donna del bianco · e1 re del bianco · f1 alfiere del bianco · h1 torre del bianco | a8 torre del nero · b8 cavallo del nero · c8 alfiere del nero · d8 donna del nero · e8 re del nero · g8 cavallo del nero · h8 torre del nero · a7 pedone del nero · f7 pedone del nero · g7 pedone del nero · h7 pedone del nero · c6 pedone del nero · e6 pedone del nero · b5 pedone del nero · a4 pedone del bianco · b4 alfiere del nero · c4 pedone del nero · d4 pedone del bianco · c3 cavallo del bianco · e3 pedone del bianco · f3 cavallo del bianco · b2 pedone del bianco · f2 pedone del bianco · g2 pedone del bianco · h2 pedone del bianco · a1 torre del bianco · c1 alfiere del bianco · d1 donna del bianco · e1 re del bianco · f1 alfiere del bianco · h1 torre del bianco | a8 torre del nero · b8 cavallo del nero · c8 alfiere del nero · d8 donna del nero · e8 re del nero · g8 cavallo del nero · h8 torre del nero · a7 pedone del nero · f7 pedone del nero · g7 pedone del nero · h7 pedone del nero · c6 pedone del nero · e6 pedone del nero · b5 pedone del nero · a4 pedone del bianco · b4 alfiere del nero · c4 pedone del nero · d4 pedone del bianco · c3 cavallo del bianco · e3 pedone del bianco · f3 cavallo del bianco · b2 pedone del bianco · f2 pedone del bianco · g2 pedone del bianco · h2 pedone del bianco · a1 torre del bianco · c1 alfiere del bianco · d1 donna del bianco · e1 re del bianco · f1 alfiere del bianco · h1 torre del bianco | a8 torre del nero · b8 cavallo del nero · c8 alfiere del nero · d8 donna del nero · e8 re del nero · g8 cavallo del nero · h8 torre del nero · a7 pedone del nero · f7 pedone del nero · g7 pedone del nero · h7 pedone del nero · c6 pedone del nero · e6 pedone del nero · b5 pedone del nero · a4 pedone del bianco · b4 alfiere del nero · c4 pedone del nero · d4 pedone del bianco · c3 cavallo del bianco · e3 pedone del bianco · f3 cavallo del bianco · b2 pedone del bianco · f2 pedone del bianco · g2 pedone del bianco · h2 pedone del bianco · a1 torre del bianco · c1 alfiere del bianco · d1 donna del bianco · e1 re del bianco · f1 alfiere del bianco · h1 torre del bianco | a8 torre del nero · b8 cavallo del nero · c8 alfiere del nero · d8 donna del nero · e8 re del nero · g8 cavallo del nero · h8 torre del nero · a7 pedone del nero · f7 pedone del nero · g7 pedone del nero · h7 pedone del nero · c6 pedone del nero · e6 pedone del nero · b5 pedone del nero · a4 pedone del bianco · b4 alfiere del nero · c4 pedone del nero · d4 pedone del bianco · c3 cavallo del bianco · e3 pedone del bianco · f3 cavallo del bianco · b2 pedone del bianco · f2 pedone del bianco · g2 pedone del bianco · h2 pedone del bianco · a1 torre del bianco · c1 alfiere del bianco · d1 donna del bianco · e1 re del bianco · f1 alfiere del bianco · h1 torre del bianco | a8 torre del nero · b8 cavallo del nero · c8 alfiere del nero · d8 donna del nero · e8 re del nero · g8 cavallo del nero · h8 torre del nero · a7 pedone del nero · f7 pedone del nero · g7 pedone del nero · h7 pedone del nero · c6 pedone del nero · e6 pedone del nero · b5 pedone del nero · a4 pedone del bianco · b4 alfiere del nero · c4 pedone del nero · d4 pedone del bianco · c3 cavallo del bianco · e3 pedone del bianco · f3 cavallo del bianco · b2 pedone del bianco · f2 pedone del bianco · g2 pedone del bianco · h2 pedone del bianco · a1 torre del bianco · c1 alfiere del bianco · d1 donna del bianco · e1 re del bianco · f1 alfiere del bianco · h1 torre del bianco | a8 torre del nero · b8 cavallo del nero · c8 alfiere del nero · d8 donna del nero · e8 re del nero · g8 cavallo del nero · h8 torre del nero · a7 pedone del nero · f7 pedone del nero · g7 pedone del nero · h7 pedone del nero · c6 pedone del nero · e6 pedone del nero · b5 pedone del nero · a4 pedone del bianco · b4 alfiere del nero · c4 pedone del nero · d4 pedone del bianco · c3 cavallo del bianco · e3 pedone del bianco · f3 cavallo del bianco · b2 pedone del bianco · f2 pedone del bianco · g2 pedone del bianco · h2 pedone del bianco · a1 torre del bianco · c1 alfiere del bianco · d1 donna del bianco · e1 re del bianco · f1 alfiere del bianco · h1 torre del bianco | 3 |
| 2 | a8 torre del nero · b8 cavallo del nero · c8 alfiere del nero · d8 donna del nero · e8 re del nero · g8 cavallo del nero · h8 torre del nero · a7 pedone del nero · f7 pedone del nero · g7 pedone del nero · h7 pedone del nero · c6 pedone del nero · e6 pedone del nero · b5 pedone del nero · a4 pedone del bianco · b4 alfiere del nero · c4 pedone del nero · d4 pedone del bianco · c3 cavallo del bianco · e3 pedone del bianco · f3 cavallo del bianco · b2 pedone del bianco · f2 pedone del bianco · g2 pedone del bianco · h2 pedone del bianco · a1 torre del bianco · c1 alfiere del bianco · d1 donna del bianco · e1 re del bianco · f1 alfiere del bianco · h1 torre del bianco | a8 torre del nero · b8 cavallo del nero · c8 alfiere del nero · d8 donna del nero · e8 re del nero · g8 cavallo del nero · h8 torre del nero · a7 pedone del nero · f7 pedone del nero · g7 pedone del nero · h7 pedone del nero · c6 pedone del nero · e6 pedone del nero · b5 pedone del nero · a4 pedone del bianco · b4 alfiere del nero · c4 pedone del nero · d4 pedone del bianco · c3 cavallo del bianco · e3 pedone del bianco · f3 cavallo del bianco · b2 pedone del bianco · f2 pedone del bianco · g2 pedone del bianco · h2 pedone del bianco · a1 torre del bianco · c1 alfiere del bianco · d1 donna del bianco · e1 re del bianco · f1 alfiere del bianco · h1 torre del bianco | a8 torre del nero · b8 cavallo del nero · c8 alfiere del nero · d8 donna del nero · e8 re del nero · g8 cavallo del nero · h8 torre del nero · a7 pedone del nero · f7 pedone del nero · g7 pedone del nero · h7 pedone del nero · c6 pedone del nero · e6 pedone del nero · b5 pedone del nero · a4 pedone del bianco · b4 alfiere del nero · c4 pedone del nero · d4 pedone del bianco · c3 cavallo del bianco · e3 pedone del bianco · f3 cavallo del bianco · b2 pedone del bianco · f2 pedone del bianco · g2 pedone del bianco · h2 pedone del bianco · a1 torre del bianco · c1 alfiere del bianco · d1 donna del bianco · e1 re del bianco · f1 alfiere del bianco · h1 torre del bianco | a8 torre del nero · b8 cavallo del nero · c8 alfiere del nero · d8 donna del nero · e8 re del nero · g8 cavallo del nero · h8 torre del nero · a7 pedone del nero · f7 pedone del nero · g7 pedone del nero · h7 pedone del nero · c6 pedone del nero · e6 pedone del nero · b5 pedone del nero · a4 pedone del bianco · b4 alfiere del nero · c4 pedone del nero · d4 pedone del bianco · c3 cavallo del bianco · e3 pedone del bianco · f3 cavallo del bianco · b2 pedone del bianco · f2 pedone del bianco · g2 pedone del bianco · h2 pedone del bianco · a1 torre del bianco · c1 alfiere del bianco · d1 donna del bianco · e1 re del bianco · f1 alfiere del bianco · h1 torre del bianco | a8 torre del nero · b8 cavallo del nero · c8 alfiere del nero · d8 donna del nero · e8 re del nero · g8 cavallo del nero · h8 torre del nero · a7 pedone del nero · f7 pedone del nero · g7 pedone del nero · h7 pedone del nero · c6 pedone del nero · e6 pedone del nero · b5 pedone del nero · a4 pedone del bianco · b4 alfiere del nero · c4 pedone del nero · d4 pedone del bianco · c3 cavallo del bianco · e3 pedone del bianco · f3 cavallo del bianco · b2 pedone del bianco · f2 pedone del bianco · g2 pedone del bianco · h2 pedone del bianco · a1 torre del bianco · c1 alfiere del bianco · d1 donna del bianco · e1 re del bianco · f1 alfiere del bianco · h1 torre del bianco | a8 torre del nero · b8 cavallo del nero · c8 alfiere del nero · d8 donna del nero · e8 re del nero · g8 cavallo del nero · h8 torre del nero · a7 pedone del nero · f7 pedone del nero · g7 pedone del nero · h7 pedone del nero · c6 pedone del nero · e6 pedone del nero · b5 pedone del nero · a4 pedone del bianco · b4 alfiere del nero · c4 pedone del nero · d4 pedone del bianco · c3 cavallo del bianco · e3 pedone del bianco · f3 cavallo del bianco · b2 pedone del bianco · f2 pedone del bianco · g2 pedone del bianco · h2 pedone del bianco · a1 torre del bianco · c1 alfiere del bianco · d1 donna del bianco · e1 re del bianco · f1 alfiere del bianco · h1 torre del bianco | a8 torre del nero · b8 cavallo del nero · c8 alfiere del nero · d8 donna del nero · e8 re del nero · g8 cavallo del nero · h8 torre del nero · a7 pedone del nero · f7 pedone del nero · g7 pedone del nero · h7 pedone del nero · c6 pedone del nero · e6 pedone del nero · b5 pedone del nero · a4 pedone del bianco · b4 alfiere del nero · c4 pedone del nero · d4 pedone del bianco · c3 cavallo del bianco · e3 pedone del bianco · f3 cavallo del bianco · b2 pedone del bianco · f2 pedone del bianco · g2 pedone del bianco · h2 pedone del bianco · a1 torre del bianco · c1 alfiere del bianco · d1 donna del bianco · e1 re del bianco · f1 alfiere del bianco · h1 torre del bianco | a8 torre del nero · b8 cavallo del nero · c8 alfiere del nero · d8 donna del nero · e8 re del nero · g8 cavallo del nero · h8 torre del nero · a7 pedone del nero · f7 pedone del nero · g7 pedone del nero · h7 pedone del nero · c6 pedone del nero · e6 pedone del nero · b5 pedone del nero · a4 pedone del bianco · b4 alfiere del nero · c4 pedone del nero · d4 pedone del bianco · c3 cavallo del bianco · e3 pedone del bianco · f3 cavallo del bianco · b2 pedone del bianco · f2 pedone del bianco · g2 pedone del bianco · h2 pedone del bianco · a1 torre del bianco · c1 alfiere del bianco · d1 donna del bianco · e1 re del bianco · f1 alfiere del bianco · h1 torre del bianco | 2 |
| 1 | a8 torre del nero · b8 cavallo del nero · c8 alfiere del nero · d8 donna del nero · e8 re del nero · g8 cavallo del nero · h8 torre del nero · a7 pedone del nero · f7 pedone del nero · g7 pedone del nero · h7 pedone del nero · c6 pedone del nero · e6 pedone del nero · b5 pedone del nero · a4 pedone del bianco · b4 alfiere del nero · c4 pedone del nero · d4 pedone del bianco · c3 cavallo del bianco · e3 pedone del bianco · f3 cavallo del bianco · b2 pedone del bianco · f2 pedone del bianco · g2 pedone del bianco · h2 pedone del bianco · a1 torre del bianco · c1 alfiere del bianco · d1 donna del bianco · e1 re del bianco · f1 alfiere del bianco · h1 torre del bianco | a8 torre del nero · b8 cavallo del nero · c8 alfiere del nero · d8 donna del nero · e8 re del nero · g8 cavallo del nero · h8 torre del nero · a7 pedone del nero · f7 pedone del nero · g7 pedone del nero · h7 pedone del nero · c6 pedone del nero · e6 pedone del nero · b5 pedone del nero · a4 pedone del bianco · b4 alfiere del nero · c4 pedone del nero · d4 pedone del bianco · c3 cavallo del bianco · e3 pedone del bianco · f3 cavallo del bianco · b2 pedone del bianco · f2 pedone del bianco · g2 pedone del bianco · h2 pedone del bianco · a1 torre del bianco · c1 alfiere del bianco · d1 donna del bianco · e1 re del bianco · f1 alfiere del bianco · h1 torre del bianco | a8 torre del nero · b8 cavallo del nero · c8 alfiere del nero · d8 donna del nero · e8 re del nero · g8 cavallo del nero · h8 torre del nero · a7 pedone del nero · f7 pedone del nero · g7 pedone del nero · h7 pedone del nero · c6 pedone del nero · e6 pedone del nero · b5 pedone del nero · a4 pedone del bianco · b4 alfiere del nero · c4 pedone del nero · d4 pedone del bianco · c3 cavallo del bianco · e3 pedone del bianco · f3 cavallo del bianco · b2 pedone del bianco · f2 pedone del bianco · g2 pedone del bianco · h2 pedone del bianco · a1 torre del bianco · c1 alfiere del bianco · d1 donna del bianco · e1 re del bianco · f1 alfiere del bianco · h1 torre del bianco | a8 torre del nero · b8 cavallo del nero · c8 alfiere del nero · d8 donna del nero · e8 re del nero · g8 cavallo del nero · h8 torre del nero · a7 pedone del nero · f7 pedone del nero · g7 pedone del nero · h7 pedone del nero · c6 pedone del nero · e6 pedone del nero · b5 pedone del nero · a4 pedone del bianco · b4 alfiere del nero · c4 pedone del nero · d4 pedone del bianco · c3 cavallo del bianco · e3 pedone del bianco · f3 cavallo del bianco · b2 pedone del bianco · f2 pedone del bianco · g2 pedone del bianco · h2 pedone del bianco · a1 torre del bianco · c1 alfiere del bianco · d1 donna del bianco · e1 re del bianco · f1 alfiere del bianco · h1 torre del bianco | a8 torre del nero · b8 cavallo del nero · c8 alfiere del nero · d8 donna del nero · e8 re del nero · g8 cavallo del nero · h8 torre del nero · a7 pedone del nero · f7 pedone del nero · g7 pedone del nero · h7 pedone del nero · c6 pedone del nero · e6 pedone del nero · b5 pedone del nero · a4 pedone del bianco · b4 alfiere del nero · c4 pedone del nero · d4 pedone del bianco · c3 cavallo del bianco · e3 pedone del bianco · f3 cavallo del bianco · b2 pedone del bianco · f2 pedone del bianco · g2 pedone del bianco · h2 pedone del bianco · a1 torre del bianco · c1 alfiere del bianco · d1 donna del bianco · e1 re del bianco · f1 alfiere del bianco · h1 torre del bianco | a8 torre del nero · b8 cavallo del nero · c8 alfiere del nero · d8 donna del nero · e8 re del nero · g8 cavallo del nero · h8 torre del nero · a7 pedone del nero · f7 pedone del nero · g7 pedone del nero · h7 pedone del nero · c6 pedone del nero · e6 pedone del nero · b5 pedone del nero · a4 pedone del bianco · b4 alfiere del nero · c4 pedone del nero · d4 pedone del bianco · c3 cavallo del bianco · e3 pedone del bianco · f3 cavallo del bianco · b2 pedone del bianco · f2 pedone del bianco · g2 pedone del bianco · h2 pedone del bianco · a1 torre del bianco · c1 alfiere del bianco · d1 donna del bianco · e1 re del bianco · f1 alfiere del bianco · h1 torre del bianco | a8 torre del nero · b8 cavallo del nero · c8 alfiere del nero · d8 donna del nero · e8 re del nero · g8 cavallo del nero · h8 torre del nero · a7 pedone del nero · f7 pedone del nero · g7 pedone del nero · h7 pedone del nero · c6 pedone del nero · e6 pedone del nero · b5 pedone del nero · a4 pedone del bianco · b4 alfiere del nero · c4 pedone del nero · d4 pedone del bianco · c3 cavallo del bianco · e3 pedone del bianco · f3 cavallo del bianco · b2 pedone del bianco · f2 pedone del bianco · g2 pedone del bianco · h2 pedone del bianco · a1 torre del bianco · c1 alfiere del bianco · d1 donna del bianco · e1 re del bianco · f1 alfiere del bianco · h1 torre del bianco | a8 torre del nero · b8 cavallo del nero · c8 alfiere del nero · d8 donna del nero · e8 re del nero · g8 cavallo del nero · h8 torre del nero · a7 pedone del nero · f7 pedone del nero · g7 pedone del nero · h7 pedone del nero · c6 pedone del nero · e6 pedone del nero · b5 pedone del nero · a4 pedone del bianco · b4 alfiere del nero · c4 pedone del nero · d4 pedone del bianco · c3 cavallo del bianco · e3 pedone del bianco · f3 cavallo del bianco · b2 pedone del bianco · f2 pedone del bianco · g2 pedone del bianco · h2 pedone del bianco · a1 torre del bianco · c1 alfiere del bianco · d1 donna del bianco · e1 re del bianco · f1 alfiere del bianco · h1 torre del bianco | 1 |
|   | a | b | c | d | e | f | g | h |   |

Si impose all'attenzione del mondo scacchistico alle Olimpiadi Amburgo 1930, dove realizzò 11 ½ su 15, miglior risultato in terza scacchiera.  Confermò il suo valore l'anno successivo classificandosi 4º al torneo di Nizza e 3º in dicembre al torneo di Hastings.
Morì a soli 22 anni a Londra per le complicanze di una polmonite.
Gli è attribuita, assieme a Gerald Abrahams, la "variante Abrahams-Noteboom" della difesa Slava:
1.d4 d5 2.c4 c6 3.Nc3 e6 4.Nf3 dxc4 5.e3 b5 6.a4 Bb4